# Boka Kotorska
Boka Kotorska je dolg, prostran in razčlenjen zaliv na skrajnem severu (severozahodu) črnogorske obale Jadranskega morja. Mnogi ga nepravilno štejejo za najjužnejši evropski fjord, saj je to potopljen izliv nekdanje, t. i. Bokeljske reke, ki je v pleistocenu tekla s planine Orjen, severno od mesta Herceg Novi. Od leta 1979 je naravna in kulturnozgodovinska dediščina Kotorja vpisana na Unescov seznam Unescove svetovne kulturne dediščine in je ena največjih turističnih znamenitosti v Črni gori. Sestavljajo ga številni manjši zalivi, od katerih so najpomembnejši novljanski (ali Hercegnovski), Tivatski (tudi toplansko-tivatski) in notranji Kotorski zaliv (tudi risansko-kotorski, ki se razčleni na risansko-morinjski in Kotorski zaliv), ki jih povezujejo ozki kanali oz. prelivi (predvsem Kumborski in preliv/ožina Verige), ter tvorijo enega od najlepših naravnih pristanišč v Evropi. Od leta 1997 je Boka Kotorska uradno vključena v Združenje 28 najlepših zalivov na svetu. 
Mesta ob obali Boke Kotorske so občinska središča Herceg Novi, Kotor in Tivat ter več drugih večjih ali manjših, starih srednjeveških ali novejših mest in naselij: Risan, Perast, Prčanj, Dobrota, Kumbor, Igalo, Njivice, Meljine, Muo, Lepetani, Bijela, Jošice, Baošići, Donja Lastva, Donji Stoliv, Donji Orahovac, Mrčevac, Dražin Vrt, Krasići, Kostanjica, Strp, Kamenari, Đurići, Đenovići, Zelenika, Špiljice Luštica (Luštica je tudi širok polotok, ki s črnogorske strani zapira zaliv Boke Kotorske).